# Australisk plognos
Australisk plognos  (Callorhinchus milii) är en broskfiskart som beskrevs av Bory de Saint-vincent 1823. Callorhinchus milii ingår i släktet Callorhinchus och familjen Callorhinchidae. IUCN kategoriserar arten globalt som livskraftig. Inga underarter finns listade i Catalogue of Life. Den lever utanför södra Australien, inklusive Tasmanien och söder om East Cape och Kaipara Harbour i Nya Zeeland på djup från 0 till 200 m.

## Morfologi och biologi
Fisken är silverfärgad, med regnbågsskimrande och mörkfläckiga sidor. Hanarna blir könsmogna vid en längd av 50 cm och honorna vid 70 cm. Maximal längd är 1,5 m Kroppen är långsträckt och den har två väl åtskilda, triangulära ryggfenor. Den använder sin plogformade nos till att rota i havsbottnen efter ryggradslösa djur och små fiskar.
Från vår till höst flyttar vuxna fiskar in mot kusten till estuarier och vikar där honorna lägger ägg på sandigt eller lerigt underlag. Äggen är inneslutna i stora gulaktiga kapslar. Äggkapseln öppnas delvis efter några månader, så att den släpper in saltvatten, och efter sex till åtta månader lämnar de cirka tolv cm långa ynglen den. Maximal livslängd uppskattas till 15 år.
Den har, liksom männinskan, tre tapp-cells-pigment för färgseende och dess ryggfena har en mycket skarp tagg. Taggen har sagts vara giftig, men inga allvarliga skador har ännu rapporterats.

## Fiske
I Nya Zeeland fiskas Australisk plognos kommersiellt; speciellt under vår och sommar när de vandrar till grunda kustvatten.
I Australien tas de som bifångst vid garnfiske efter Gummihaj, Mustelus antarcticus, speciellt i Bass Strait och vid sydöstra Tasmanien, och kastas ofta överbord på grund av sitt betydligt lägre marknadsvärde. De utgör också ett fopulärt byte för fritidsfiskare i Western Port och Port Phillip, vid Melbourne, Victoria och i de kustnära vattnen vid sydöstra Tasmanien. Deras vita kött är mycket populärt på fish and chips-restauranger på Nya Zeeland.

## Bildgalleri

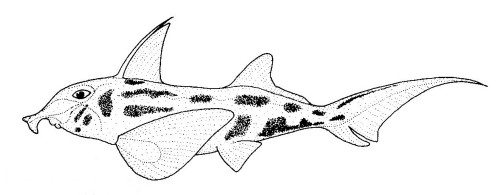